# Þórutindur
Þórutindur är ett berg i republiken Island. Det ligger i regionen Västlandet, 90 km norr om huvudstaden Reykjavík. Toppen på Þórutindur är 791 meter över havet.
Trakten runt Þórutindur är nära nog obefolkad, med mindre än två invånare per kvadratkilometer. Närmaste större samhälle är Búðardalur, omkring 19 kilometer norr om Þórutindur. Trakten runt Þórutindur består i huvudsak av gräsmarker.